# أديمار جان كلود بري دو سانت
أديمار جان كلود بري دو سانت (بالفرنسية: Barré de Saint-Venant)‏ (و. 1797 – 1886 م) هو رياضياتي، وفيزيائي، ومهندس من فرنسا .
وكان عضواً في الأكاديمية الفرنسية للعلوم .

## التعليم
تعلم في المدرسة المتعددة التكنولوجية بفرنسا

## جوائز
حصل على جوائز منها:
- ضابط وسام جوقة الشرف.

## روابط خارجية
- أديمار جان كلود بري دو سانت على موقع الموسوعة البريطانية (الإنجليزية)